# Stridsskolan

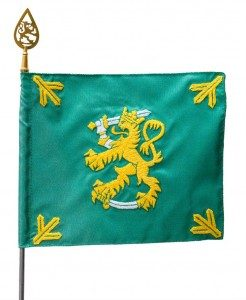
Stridsskolans fana.

Stridsskolan var under åren 1927–1993 en finländsk anstalt för vidareutbildning av militärt befäl för armén. 
Stridsskolan inledde sin verksamhet 1927 i det forna ryska lärarseminariet Markovilla invid Viborg (fram till vinterkriget samtidigt stamunderofficersskola). Efter krigen 1939–1944 flyttades den över Sandhamn och Fredrikshamn till Tusby, där den 1949 inrymdes i lokaliteter, som 1921–1944 hade disponerats av befälsskolan för skyddskårerna. Stridsskolan upphörde som självständig inrättning 1993, då den sammanslogs med Krigshögskolan och Kadettskolan till Försvarshögskolan. I byggnaderna arbetar sedan 1996 Försvarsmaktens central för utveckling av utbildningen.